# Liga MX 2014/15
De Liga MX 2014/15, ook wel de Primera División de México genoemd, was het 68ste seizoen van de hoogste voetbalcompetitie in Mexico. De Mexicaanse competitie is, zoals gebruikelijk in Latijns-Amerika, opgedeeld in twee afzonderlijke seizoenshelften: de Apertura ("opening") in het najaar van 2014 en de Clausura ("sluiting") in het voorjaar van 2015. De twee helften zijn identiek aan elkaar en tellen dezelfde zestien clubs, die met elkaar strijden om acht plaatsen in de Liguilla, de play-offs die na afloop van de reguliere competitie de definitieve landskampioen vaststellen. De nummer één van de reguliere competitie ontmoet de nummer acht, et cetera. Via een knock-outsysteem is de winnaar van de Liguilla tevens de winnaar van de Apertura of Clausura. De finalisten van de Liguilla van het seizoen 2014/15, Club América, Club Tigres, Santos Laguna en Querétaro FC, kwalificeerden zich voor de CONCACAF Champions League 2015/16.
De titelverdediger aan het begin van het seizoen was Club León, dat de Clausura van het seizoen 2013/14 in de finale van de Liguilla won van Pachuca CF en eerder ook de Apertura won. Door het kampioenschap in de Liga de Ascenso, het tweede niveau in Mexico, was Universidad de Guadalajara gepromoveerd naar de Liga MX. De club behaalde echter een onvoldoende ratio van punten per wedstrijd om nieuwe degradatie te voorkomen. De Apertura van het seizoen 2014/15 werd gewonnen door Club América; Santos Laguna won de Clausura.

## Apertura 2014
In Mexico begon de eerste speelronde van het seizoen 2014/15 op 18 juli 2014. Querétaro FC en Pumas UNAM openden het seizoen; UNAM won met 1–3. Elke club speelde in de Apertura zeventien wedstrijden, één keer tegen elke opponent. Halverwege het seizoen, in het weekend van 20 september, had Club América zijn eerste plaats al veroverd en had het van zijn eerste negen competitieduels er zes gewonnen. Monarcas Morelia bevond zich al op de laatste positie van de competitie met zes verliespartijen en driemaal een gelijkspel, en zou niet meer stijgen in het klassement. Door het relatief geringe aantal speelrondes in het seizoen – in Europese landen worden in één seizoen minstens dertig competitieduels afgewerkt – was de afstand tussen de clubs na de zeventiende en laatste speelronde eind november in het klassement gering: de beste vijf clubs bevonden zich in een marge van drie punten. De uiteindelijke top drie (Club América, Club Tigres en Club Atlas) had zelfs eenzelfde aantal punten, 31, maar op basis van het doelsaldo werd América als nummer één vastgesteld. Als nummer één wist América zich verzekerd van een plaats in de Liguilla tegen de nummer acht, Pumas UNAM. Door de eindstand van de reguliere competitie kreeg Club Tigres als tegenstander CF Pachuca (7), Club Atlas kreeg CF Monterrey (6) en de nummers 4 en 5, respectievelijk Toluca FC en Chiapas, werden aan elkaar gekoppeld in de vierde kwartfinale. De Argentijn Mauro Boselli (Club León) eindigde als topscorer van de reguliere competitie, met twaalf doelpunten in zestien wedstrijden, samen met de Braziliaan Camilo Sanvezzo (Querétaro FC). Carlos Quintero leverde in zeventien wedstrijden de meeste assists (negen).

### Eindstand
| Pos | Club                       | Gs | W | G  | V  | Pnt | Dv | Dt | Ds  |
| --- | -------------------------- | -- | - | -- | -- | --- | -- | -- | --- |
| 1   | Club América               | 17 | 9 | 4  | 4  | 31  | 28 | 18 | +10 |
| 2   | Club Tigres                | 17 | 8 | 7  | 2  | 31  | 25 | 17 | +8  |
| 3   | Club Atlas                 | 17 | 9 | 4  | 4  | 31  | 22 | 20 | +2  |
| 4   | Toluca FC                  | 17 | 8 | 5  | 4  | 29  | 24 | 18 | +6  |
| 5   | Chiapas                    | 17 | 7 | 7  | 3  | 28  | 24 | 20 | +4  |
| 6   | CF Monterrey               | 17 | 8 | 3  | 6  | 27  | 23 | 20 | +3  |
| 7   | CF Pachuca                 | 17 | 7 | 4  | 6  | 25  | 20 | 18 | +2  |
| 8   | Pumas UNAM                 | 17 | 6 | 6  | 5  | 24  | 24 | 20 | +4  |
| 9   | Santos Laguna              | 17 | 5 | 8  | 4  | 23  | 23 | 24 | –1  |
| 10  | Club León                  | 17 | 7 | 1  | 9  | 22  | 29 | 27 | +2  |
| 11  | Club Tijuana               | 17 | 4 | 9  | 4  | 21  | 21 | 19 | +2  |
| 12  | Querétaro FC               | 17 | 6 | 3  | 8  | 21  | 23 | 22 | +1  |
| 13  | Cruz Azul                  | 17 | 5 | 6  | 6  | 21  | 16 | 15 | +1  |
| 14  | Universidad de Guadalajara | 17 | 3 | 8  | 6  | 17  | 11 | 17 | –6  |
| 15  | Puebla FC                  | 17 | 2 | 10 | 5  | 16  | 15 | 21 | –6  |
| 16  | CD Guadalajara             | 17 | 3 | 7  | 7  | 16  | 13 | 20 | –7  |
| 17  | CD Veracruz                | 17 | 3 | 6  | 8  | 15  | 8  | 15 | –7  |
| 18  | Monarcas Morelia           | 17 | 2 | 4  | 11 | 10  | 16 | 34 | –18 |

### Legenda
| Kleur | Kwalificatie voor                    |
| ----- | ------------------------------------ |
|       | Copa Libertadores 2015, tweede ronde |
|       | Liguilla                             |
|       | Copa Libertadores 2015, eerste ronde |

### Liguilla
In de Liguilla won CF Monterrey in een tweeluik met 1–2 van het hoger geplaatste Club Atlas. De overige drie kwartfinales eindigden in een gelijke stand (éénmaal 1–1, tweemaal 2–2). Spelregels in het Mexicaanse voetbal schrijven voor dat wanneer bij een gelijke stand de regel van het uitdoelpunt niet opgaat en dus de clubs gelijk zijn in thuis- en uitdoelpunten, de hogergeplaatste club doorgaat naar de volgende ronde. Club América bereikte de finale, nadat het met 3–0 de club uit Monterrey versloeg; Club Tigres werd de tweede finalist, nadat Toluca op basis van de hiervoor genoemde regel verslagen werd met een 0–0 eindstand over twee duels. De finale werd gespeeld op 14 december 2014 in het Aztekenstadion, Mexico-Stad en eindigde in 3–1 voor América, door doelpunten van Michael Arroyo, Pablo Aguilar en Oribe Peralta. Geen wedstrijd in zowel de Apertura als de Clausure kende meer sancties: arbiter Paul Delgadillo deelde viermaal een rode kaart uit, waardoor het elftal van Tigres na 72 minuten speeltijd nog maar acht spelers telde. Delgadillo gaf daarnaast ook aan zes andere voetballers een gele kaart. Club América won met de Apertura 2014 zijn twaalfde landstitel. Beide finalisten kwalificeerden zich voor de CONCACAF Champions League van het volgende seizoen.
|  | kwartfinale  | kwartfinale  |              |   | halve finale | halve finale |  |  | finale | finale |
|  |              |              |              |   |              |              |  |  |        |        |
|  |              |              |              |   |              |              |  |  |        |        |
|  |              |              |              |   |              |              |  |  |        |        |
|  |              |              |              |   |              |              |  |  |        |        |
|  | Club América | 1            |              |   |              |              |  |  |        |        |
|  | Club América | 1            |              |   |              |              |  |  |        |        |
|  | Pumas UNAM   | 1            |              |   |              |              |  |  |        |        |
|  | Pumas UNAM   | 1            | Club América | 3 |              |              |  |  |        |        |
|  |              |              | Club América | 3 |              |              |  |  |        |        |
|  |              | CF Monterrey | 0            |   |              |              |  |  |        |        |
|  | Club Atlas   | CF Monterrey | 0            | 1 |              |              |  |  |        |        |
|  | Club Atlas   |              |              | 1 |              |              |  |  |        |        |
|  | CF Monterrey | 2            |              |   |              |              |  |  |        |        |
|  | CF Monterrey | 2            | Club América | 3 |              |              |  |  |        |        |
|  |              |              | Club América | 3 |              |              |  |  |        |        |
|  |              | Club Tigres  | 1            |   |              |              |  |  |        |        |
|  | Club Tigres  | Club Tigres  | 1            | 2 |              |              |  |  |        |        |
|  | Club Tigres  |              |              | 2 |              |              |  |  |        |        |
|  | CF Pachuca   | 2            |              |   |              |              |  |  |        |        |
|  | CF Pachuca   | 2            | Club Tigres  | 0 |              |              |  |  |        |        |
|  |              |              | Club Tigres  | 0 |              |              |  |  |        |        |
|  |              | Toluca FC    | 0            |   |              |              |  |  |        |        |
|  | Toluca FC    | Toluca FC    | 0            | 2 |              |              |  |  |        |        |
|  | Toluca FC    |              |              | 2 |              |              |  |  |        |        |
|  | Chiapas      | 2            |              |   |              |              |  |  |        |        |
|  | Chiapas      | 2            |              |   |              |              |  |  |        |        |

### Topscorers
| № | Speler              | Club          | Goals | Pen. | Duels | Gem  |
| - | ------------------- | ------------- | ----- | ---- | ----- | ---- |
| 1 | Mauro Boselli       | Club León     | 12    | 3    | 16    | 0,75 |
| 1 | Camilo Sanvezzo     | Querétaro FC  | 12    | 3    | 17    | 0,71 |
| 3 | Dorlan Pabón        | CF Monterrey  | 11    | 0    | 16    | 0,69 |
| 4 | Darío Benedetto     | Club Tijuana  | 9     | 0    | 17    | 0,53 |
| 4 | Ariel Nahuelpán     | CF Pachuca    | 9     | 0    | 15    | 0,60 |
| 6 | Eduardo Herrera     | Pumas UNAM    | 8     | 2    | 15    | 0,53 |
| 6 | Oribe Peralta       | Club América  | 8     | 0    | 17    | 0,47 |
| 6 | Pablo Velázquez     | Toluca FC     | 8     | 3    | 17    | 0,47 |
| 9 | Emiliano Armenteros | Chiapas       | 6     | 0    | 13    | 0,38 |
| 9 | Miguel Layún        | Club América  | 6     | 0    | 11    | 0,55 |
| 9 | Javier Orozco       | Santos Laguna | 6     | 0    | 16    | 0,38 |
| 9 | Andrés Rentería     | Santos Laguna | 6     | 0    | 16    | 0,38 |

### Assists
| №  | Speler          | Club          | Assists | Duels | Gem  |
| -- | --------------- | ------------- | ------- | ----- | ---- |
| 1  | Carlos Quintero | Santos Laguna | 9       | 17    | 0,53 |
| 2  | Lucas Lobos     | Toluca FC     | 7       | 15    | 0,47 |
| 3  | Camilo Sanvezzo | Querétaro FC  | 6       | 17    | 0,35 |
| 4  | Franco Arizala  | Chiapas       | 5       | 16    | 0,31 |
| 4  | Michael Arroyo  | Club América  | 5       | 16    | 0,31 |
| 4  | Elias Hernández | Club León     | 5       | 17    | 0,29 |
| 4  | Daniel Ludueña  | Pumas UNAM    | 5       | 17    | 0,29 |
| 4  | Dorlan Pabón    | CF Monterrey  | 5       | 16    | 0,31 |
| 4  | Rubens Sambueza | Club América  | 5       | 12    | 0,42 |
| 10 | Juan Arango     | Club Tijuana  | 4       | 16    | 0,25 |
| 10 | Darío Benedetto | Club Tijuana  | 4       | 17    | 0,24 |
| 10 | Joffre Guerrón  | Club Tigres   | 4       | 14    | 0,29 |
| 10 | Oribe Peralta   | Club América  | 4       | 17    | 0,24 |

### Hattricks
| Speler           | Voor         | Tegen         | Eindstand | Datum             | Doelpunten           |
| ---------------- | ------------ | ------------- | --------- | ----------------- | -------------------- |
| Raúl Jiménez     | Club América | Puebla FC     | 4 – 0     | 2 augustus 2014   | 16', 62' (pen.), 75' |
| Dorlan Pabón     | CF Monterrey | Cruz Azul     | 3 – 1     | 16 augustus 2014  | 38', 67', 73'        |
| Matías Alustiza  | Pachuca CF   | Club Atlas    | 3 – 1     | 23 augustus 2014  | 44', 50', 74' (pen.) |
| Miguel Layún (4) | Club América | Santos Laguna | 4 – 1     | 27 september 2014 | 41', 54', 60', 90'   |

### Scheidsrechters
| Naam                     | Duels | Kreeg geel | Kreeg voor de tweede keer geel en dus rood | Weggestuurd |
| ------------------------ | ----- | ---------- | ------------------------------------------ | ----------- |
| Jorge Pérez Durán        | 14    | 62         | 4                                          | 1           |
| Fernando Guerrero        | 13    | 60         | 6                                          | 0           |
| Paul Delgadillo          | 12    | 41         | 2                                          | 3           |
| Oscar Macías Romo        | 12    | 55         | 1                                          | 0           |
| Miguel Chacón Viveros    | 11    | 42         | 2                                          | 2           |
| Erick Yair Miranda       | 11    | 48         | 1                                          | 2           |
| César Ramos Palazuelos   | 11    | 54         | 3                                          | 2           |
| Luis Santander           | 11    | 62         | 2                                          | 2           |
| Ricardo Arellano Nieves  | 9     | 44         | 5                                          | 2           |
| Miguel Ayala Ramírez     | 9     | 36         | 0                                          | 3           |
| Roberto García Orozco    | 9     | 41         | 1                                          | 1           |
| José Peñaloza Soto       | 6     | 19         | 1                                          | 2           |
| Erim Ramírez             | 6     | 18         | 1                                          | 0           |
| Miguel Flores Rodríguez  | 5     | 14         | 0                                          | 0           |
| Roberto Ríos Jácome      | 4     | 9          | 0                                          | 2           |
| Léon Barajas             | 3     | 12         | 0                                          | 0           |
| Víctor Bisguera Mendiola | 2     | 11         | 0                                          | 0           |
| Eduardo Galván           | 2     | 7          | 1                                          | 1           |
| Jorge Rojas Castillo     | 2     | 7          | 0                                          | 0           |
| Jesús Morales            | 1     | 5          | 1                                          | 0           |
| Totaal                   | 153   | 647        | 31                                         | 23          |

## Clausura 2015
De Clausura van het seizoen 2014/15 vond plaats van 9 januari tot 10 mei 2015. Santos Laguna en CD Veracruz speelden de eerste wedstrijd van het toernooi (1–2). Veracruz werkte zich gedurende het seizoen op naar de eerste plaats in de competitie en was na de voorlaatste speelronde de nummer een van het klassement. Doordat de club in de laatste week echter zijn thuisduel tegen Pachuca verloor zakte het twee posities, waardoor Club Tigres steeg naar de eerste plaats en América uitkwam op de tweede plaats van het reguliere klassement. Monarcas Morelia eindigde op de laatste plaats, ondanks de derde overwinning van het seizoen. Cruz Azul miste de Liguilla doordat de nummer acht, Santos Laguna, een beter doelsaldo had (respectievelijk 0 en +3). Na zeventien speelrondes van de Clausura eindigde de Colombiaan Dorlan Pabón (CF Monterrey) met tien doelpunten als topscorer; in de Apertura was hij elfmaal trefzeker, maar maakten twee collega-aanvallers één doelpunt meer.

### Eindstand
| Pos | Club                       | Gs | W | G | V  | Pnt | Dv | Dt | Ds  |
| --- | -------------------------- | -- | - | - | -- | --- | -- | -- | --- |
| 1   | Club Tigres                | 17 | 9 | 2 | 6  | 29  | 23 | 15 | +8  |
| 2   | Club América               | 17 | 8 | 5 | 4  | 29  | 21 | 18 | +3  |
| 3   | CD Veracruz                | 17 | 7 | 7 | 3  | 28  | 28 | 18 | +10 |
| 4   | Club Atlas                 | 17 | 8 | 4 | 5  | 28  | 20 | 21 | –1  |
| 5   | CD Guadalajara             | 17 | 7 | 5 | 5  | 26  | 20 | 16 | +4  |
| 6   | Querétaro FC               | 17 | 8 | 2 | 7  | 26  | 25 | 23 | +2  |
| 7   | CF Pachuca                 | 17 | 7 | 4 | 6  | 25  | 25 | 21 | +4  |
| 8   | Santos Laguna              | 17 | 7 | 4 | 6  | 25  | 24 | 21 | +3  |
| 9   | Cruz Azul                  | 17 | 7 | 4 | 6  | 25  | 14 | 14 | 0   |
| 10  | Toluca FC                  | 17 | 6 | 6 | 5  | 24  | 20 | 18 | +2  |
| 11  | Club Tijuana               | 17 | 7 | 3 | 7  | 24  | 30 | 30 | 0   |
| 12  | CF Monterrey               | 17 | 7 | 3 | 7  | 24  | 24 | 27 | –3  |
| 13  | Pumas UNAM                 | 17 | 6 | 4 | 7  | 22  | 22 | 27 | –55 |
| 14  | Puebla FC                  | 17 | 5 | 5 | 7  | 20  | 21 | 20 | +1  |
| 15  | Chiapas                    | 17 | 5 | 5 | 7  | 20  | 21 | 30 | –9  |
| 16  | Universidad de Guadalajara | 17 | 5 | 3 | 9  | 18  | 13 | 19 | –6  |
| 17  | Club León                  | 17 | 4 | 4 | 9  | 16  | 27 | 32 | –5  |
| 18  | Monarcas Morelia           | 17 | 3 | 4 | 10 | 13  | 17 | 25 | –8  |

### Legenda
| Kleur | Kwalificatie voor                  |
| ----- | ---------------------------------- |
|       | Liguilla                           |
|       | Degradatie naar de Liga de Ascenso |

### Liguilla
In de Liguilla kende Club Tigres een geplaatste status door zijn nummer één-positie in het eindklassement. Het als achtste geplaatste Santos Laguna won echter: de heenwedstrijd eindigde in een 1–1 gelijkspel, Santos won een week later met 0–1. In de drie overige kwartfinales waren het eveneens de lager geplaatste clubs die wonnen: Club América (2) werd verslagen door Pachuca (7) en Veracruz (3) verloor van Querétaro (6). Querétaro versloeg Pachuca in de halve finale bij een 2–2 gelijke stand, aangezien de club hoger in het klassement stond; Santos won na een 0–0 gelijkspel de tweede wedstrijd met 0–3 van Guadalajara. De finalisten stonden op 28 mei 2015 voor het eerst tegenover elkaar in de heenwedstrijd van het tweeluik. Ruim 29.000 toeschouwers zagen hoe Javier Orozco binnen een uur speeltijd vier doelpunten achter elkaar maakte; het duel eindigde in een 5–0 zege voor Santos Laguna. Drie dagen later stond Querétaro in de tweede en beslissende wedstrijd na ruim een halfuur spelen met 3–0 voor en had het derhalve nog een uur de tijd om ten minste twee doelpunten te maken. De club deed dat niet, waardoor Santos Laguna zijn vijfde landstitel won en de titelverdediger werd voor de volgende seizoenshelft, de Apertura 2015.
|  | kwartfinale    | kwartfinale   |                |   | halve finale | halve finale |  |  | finale | finale |
|  |                |               |                |   |              |              |  |  |        |        |
|  |                |               |                |   |              |              |  |  |        |        |
|  |                |               |                |   |              |              |  |  |        |        |
|  |                |               |                |   |              |              |  |  |        |        |
|  | CD Veracruz    | 3             |                |   |              |              |  |  |        |        |
|  | CD Veracruz    | 3             |                |   |              |              |  |  |        |        |
|  | Querétaro FC   | 4             |                |   |              |              |  |  |        |        |
|  | Querétaro FC   | 4             | Querétaro FC   | 2 |              |              |  |  |        |        |
|  |                |               | Querétaro FC   | 2 |              |              |  |  |        |        |
|  |                | CF Monterrey  | 2              |   |              |              |  |  |        |        |
|  | Club América   | CF Monterrey  | 2              | 5 |              |              |  |  |        |        |
|  | Club América   |               |                | 5 |              |              |  |  |        |        |
|  | CF Pachuca     | 7             |                |   |              |              |  |  |        |        |
|  | CF Pachuca     | 7             | Querétaro FC   | 3 |              |              |  |  |        |        |
|  |                |               | Querétaro FC   | 3 |              |              |  |  |        |        |
|  |                | Santos Laguna | 5              |   |              |              |  |  |        |        |
|  | Club Atlas     | Santos Laguna | 5              | 1 |              |              |  |  |        |        |
|  | Club Atlas     |               |                | 1 |              |              |  |  |        |        |
|  | CD Guadalajara | 4             |                |   |              |              |  |  |        |        |
|  | CD Guadalajara | 4             | CD Guadalajara | 0 |              |              |  |  |        |        |
|  |                |               | CD Guadalajara | 0 |              |              |  |  |        |        |
|  |                | Santos Laguna | 3              |   |              |              |  |  |        |        |
|  | Club Tigres    | Santos Laguna | 3              | 1 |              |              |  |  |        |        |
|  | Club Tigres    |               |                | 1 |              |              |  |  |        |        |
|  | Santos Laguna  | 2             |                |   |              |              |  |  |        |        |
|  | Santos Laguna  | 2             |                |   |              |              |  |  |        |        |

### Topscorers
| № | Speler          | Club                       | Goals | Pen. | Duels | Gem  |
| - | --------------- | -------------------------- | ----- | ---- | ----- | ---- |
| 1 | Dorlan Pabón    | CF Monterrey               | 10    | 4    | 16    | 0,63 |
| 2 | Matías Alustiza | Puebla FC                  | 9     | 3    | 16    | 0,56 |
| 2 | Julio Furch     | CD Veracruz                | 9     | 1    | 16    | 0,56 |
| 4 | Dayro Moreno    | Club Tijuana               | 8     | 0    | 16    | 0,50 |
| 5 | Avilés Hurtado  | Chiapas                    | 7     | 1    | 16    | 0,44 |
| 5 | Rafael Sóbis    | Club Tigres                | 7     | 2    | 13    | 0,54 |
| 5 | Ismael Sosa     | Pumas UNAM                 | 7     | 0    | 16    | 0,44 |
| 8 | Juan Arango     | Club Tijuana               | 6     | 1    | 15    | 0,40 |
| 8 | Néstor Calderón | Santos Laguna              | 6     | 3    | 16    | 0,38 |
| 8 | Edwin Cardona   | CF Monterrey               | 6     | 0    | 11    | 0,40 |
| 8 | Leiton Jiménez  | CD Veracruz                | 6     | 0    | 17    | 0,35 |
| 8 | Fidel Martínez  | Universidad de Guadalajara | 6     | 0    | 15    | 0,40 |

### Assists
| № | Speler           | Club           | Assists | Duels | Gem  |
| - | ---------------- | -------------- | ------- | ----- | ---- |
| 1 | Elias Hernández  | Club León      | 7       | 16    | 0,44 |
| 2 | Andrés Rentería  | Santos Laguna  | 6       | 17    | 0,35 |
| 2 | Daniel Villalba  | CD Veracruz    | 6       | 17    | 0,35 |
| 4 | Fernando Meneses | CD Veracruz    | 5       | 17    | 0,29 |
| 4 | Dorlan Pabón     | CF Monterrey   | 5       | 16    | 0,31 |
| 6 | Edgar Benítez    | Toluca FC      | 4       | 17    | 0,21 |
| 6 | Danilinho        | Querétaro FC   | 4       | 14    | 0,29 |
| 6 | Marco Fabián     | CD Guadalajara | 4       | 14    | 0,29 |
| 6 | Carlos Fierro    | CD Guadalajara | 4       | 13    | 0,31 |
| 6 | Osvaldo Martínez | Club América   | 4       | 17    | 0,21 |
| 6 | Luis Rey         | Puebla FC      | 4       | 17    | 0,21 |
| 6 | Ronaldinho       | Querétaro FC   | 4       | 11    | 0,36 |
| 6 | Rubens Sambueza  | Club América   | 4       | 15    | 0,27 |
| 6 | Ángel Sepúlveda  | Querétaro FC   | 4       | 17    | 0,21 |

### Hattricks
| Speler            | Voor           | Tegen        | Eindstand | Datum       | Doelpunten        |
| ----------------- | -------------- | ------------ | --------- | ----------- | ----------------- |
| Marco Fabián      | CD Guadalajara | Club Atlas   | 4 – 1     | 17 mei 2015 | 15', 17'          |
| Javier Orozco (4) | Santos Laguna  | Querétaro FC | 5 – 0     | 28 mei 2015 | 5', 26', 33', 63' |

### Scheidsrechters
| Naam                     | Duels | Kreeg geel | Kreeg voor de tweede keer geel en dus rood | Weggestuurd |
| ------------------------ | ----- | ---------- | ------------------------------------------ | ----------- |
| Roberto García Orozco    | 16    | 82         | 1                                          | 1           |
| Francisco Chacón         | 15    | 61         | 1                                          | 3           |
| Paul Delgadillo          | 14    | 48         | 2                                          | 1           |
| Fernando Guerrero        | 14    | 65         | 8                                          | 2           |
| Oscar Macías Romo        | 13    | 57         | 2                                          | 1           |
| José Peñaloza Soto       | 13    | 52         | 2                                          | 2           |
| Jorge Rojas Castillo     | 12    | 56         | 1                                          | 2           |
| César Ramos Palazuelos   | 11    | 47         | 2                                          | 2           |
| Luis Santander           | 11    | 52         | 0                                          | 4           |
| Erick Yair Miranda       | 10    | 51         | 2                                          | 4           |
| Jorge Pérez Durán        | 9     | 39         | 1                                          | 1           |
| Ricardo Arellano Nieves  | 3     | 14         | 0                                          | 1           |
| Erim Ramírez             | 3     | 12         | 1                                          | 0           |
| Eduardo Galván           | 2     | 7          | 0                                          | 0           |
| Roberto Ríos Jácome      | 2     | 1          | 0                                          | 0           |
| Miguel Ayala Ramírez     | 1     | 4          | 0                                          | 0           |
| Víctor Bisguera Mendiola | 1     | 4          | 0                                          | 0           |
| Miguel Chacón Viveros    | 1     | 4          | 0                                          | 0           |
| Miguel Flores Rodríguez  | 1     | 6          | 0                                          | 0           |
| Jesús Morales            | 1     | 4          | 0                                          | 0           |
| Totaal                   | 153   | 666        | 23                                         | 24          |

## Promotie en degradatie
In de Mexicaanse voetbalcompetitie wordt promotie en degradatie bij de twee hoogste voetbaldivisies – de Primera División en de Liga de Ascenso – niet bepaald door de laatste plaats in het klassement, omdat de landskampioen bepaald wordt via de Liguilla en dus op dezelfde wijze ook niet noodzakelijkerwijs de nummer een van het klassement hoeft te zijn. Een club degradeert uit de Primera División wanneer deze over drie seizoenen – driemaal Apertura en driemaal Clausura – het laagste ratio van punten per wedstrijd heeft. Bij een recentelijk gepromoveerde club worden uitsluitend de gespeelde wedstrijden sinds promotie (hooguit één of twee seizoenen) meegerekend. Wanneer de ratio van twee clubs gelijk is, wordt gekeken naar het doelsaldo gedurende het seizoen 2014/15. Universidad de Guadalajara degradeerde in mei 2015 uit de Primera División met een ratio van 1,03. Puebla FC eindigde met een gelijk ratio, maar met een beter doelsaldo (respectievelijk –11 en –5). Dorados de Sinaloa promoveerde op 23 mei naar de Primera División door over twee wedstrijden Necaxa met 3–1 te verslaan (1–1, 0–2). Raúl Enríquez maakte de drie doelpunten voor Sinaloa, dat in de jaargang 2015/16 voor het eerst op het hoogste niveau in Mexico uitkomt.

### Tabel
| Pos | Club                       | A12 | C13 | A13 | C14 | A14 | C15 | Punten | Wedstr. | Ratio  |
| --- | -------------------------- | --- | --- | --- | --- | --- | --- | ------ | ------- | ------ |
| 1   | Club América               | 31  | 32  | 37  | 25  | 31  | 29  | 185    | 102     | 1,8137 |
| 2   | Cruz Azul                  | 26  | 29  | 29  | 36  | 21  | 25  | 166    | 102     | 1,6275 |
| 3   | Toluca FC                  | 34  | 18  | 27  | 32  | 29  | 24  | 164    | 102     | 1,6078 |
| 4   | Club Tigres                | 21  | 35  | 25  | 21  | 31  | 29  | 162    | 102     | 1,5882 |
| 5   | Santos Laguna              | 23  | 29  | 33  | 25  | 23  | 25  | 158    | 102     | 1,5490 |
| 6   | Club Tijuana               | 34  | 21  | 21  | 24  | 21  | 24  | 145    | 102     | 1,4216 |
| 7   | CF Monterrey               | 23  | 23  | 20  | 23  | 27  | 24  | 140    | 102     | 1,3725 |
| 8   | Club León                  | 33  | 16  | 30  | 23  | 22  | 16  | 140    | 102     | 1,3725 |
| 9   | Club Atlas                 | 12  | 32  | 12  | 21  | 31  | 28  | 136    | 102     | 1,3333 |
| 10  | Pumas UNAM                 | 23  | 29  | 11  | 25  | 24  | 22  | 134    | 102     | 1,3137 |
| 11  | Querétaro FC               | 22  | 17  | 26  | 21  | 21  | 26  | 133    | 102     | 1,3039 |
| 12  | CF Pachuca                 | 21  | 20  | 17  | 24  | 25  | 25  | 132    | 102     | 1,2941 |
| 13  | Monarcas Morelia           | 27  | 30  | 27  | 21  | 10  | 13  | 128    | 102     | 1,2549 |
| 14  | Chiapas                    | 15  | 16  | 25  | 23  | 28  | 20  | 127    | 102     | 1,2451 |
| 15  | CD Veracruz                | –   | –   | 20  | 16  | 15  | 28  | 79     | 68      | 1,1618 |
| 16  | CD Guadalajara             | 23  | 16  | 12  | 21  | 16  | 26  | 114    | 102     | 1,1176 |
| 17  | Puebla FC                  | 13  | 19  | 19  | 18  | 16  | 20  | 105    | 102     | 1,0294 |
| 18  | Universidad de Guadalajara | —   | —   | —   | —   | 17  | 18  | 35     | 34      | 1,0294 |

### Legenda
| Kleur | Kwalificatie voor                            |
| ----- | -------------------------------------------- |
|       | Positie bepaald op doelsaldo na gelijk ratio |
|       | Degradatie naar de Liga de Ascenso           |